# James Earl Jones
James Earl Jones (Arkabutla, 17 gennaio 1931 – Pawling, 9 settembre 2024) è stato un attore e doppiatore statunitense.
È noto principalmente per aver interpretato Alex Haley in Radici - Le nuove generazioni, seguito di Radici, Thulsa Doom in Conan il barbaro e l'ammiraglio Greer in Caccia a Ottobre Rosso, Giochi di potere e Sotto il segno del pericolo; inoltre, sono particolarmente famose le sue interpretazioni come doppiatore di personaggi celebri, primi fra tutti Dart Fener nella saga di Guerre stellari e Mufasa in Il re leone (nonché nel suo sequel e nel suo remake). Acclamato attore teatrale e apprezzato interprete dell'opera di Shakespeare, Jones ha vinto due Tony Award per le sue interpretazioni a Broadway e uno alla carriera. Nel 2011 l'Academy of Motion Picture Arts and Sciences, gli ha conferito l'Oscar onorario.

## Biografia
Figlio dell'attore Robert Earl Jones (1910-2006), che abbandonò la famiglia prima che il figlio nascesse, e di Ruth Connolly (1911-1997), venne cresciuto dai nonni materni. Jones possiede, nella sua genealogia, antenati irlandesi, Cherokee e africani. Attorno all'età di cinque anni si trasferì a Dublin nel Michigan. Sviluppò una forma di balbuzie grave, e per questo si rifiutò di parlare ad alta voce per otto anni, fino a che non iniziò a frequentare la scuola superiore. Dichiarò di essere riuscito a superare il problema grazie a un insegnante, che scoprì come fosse dotato nello scrivere poesie e lo aiutò ad aprirsi dal suo silenzio.

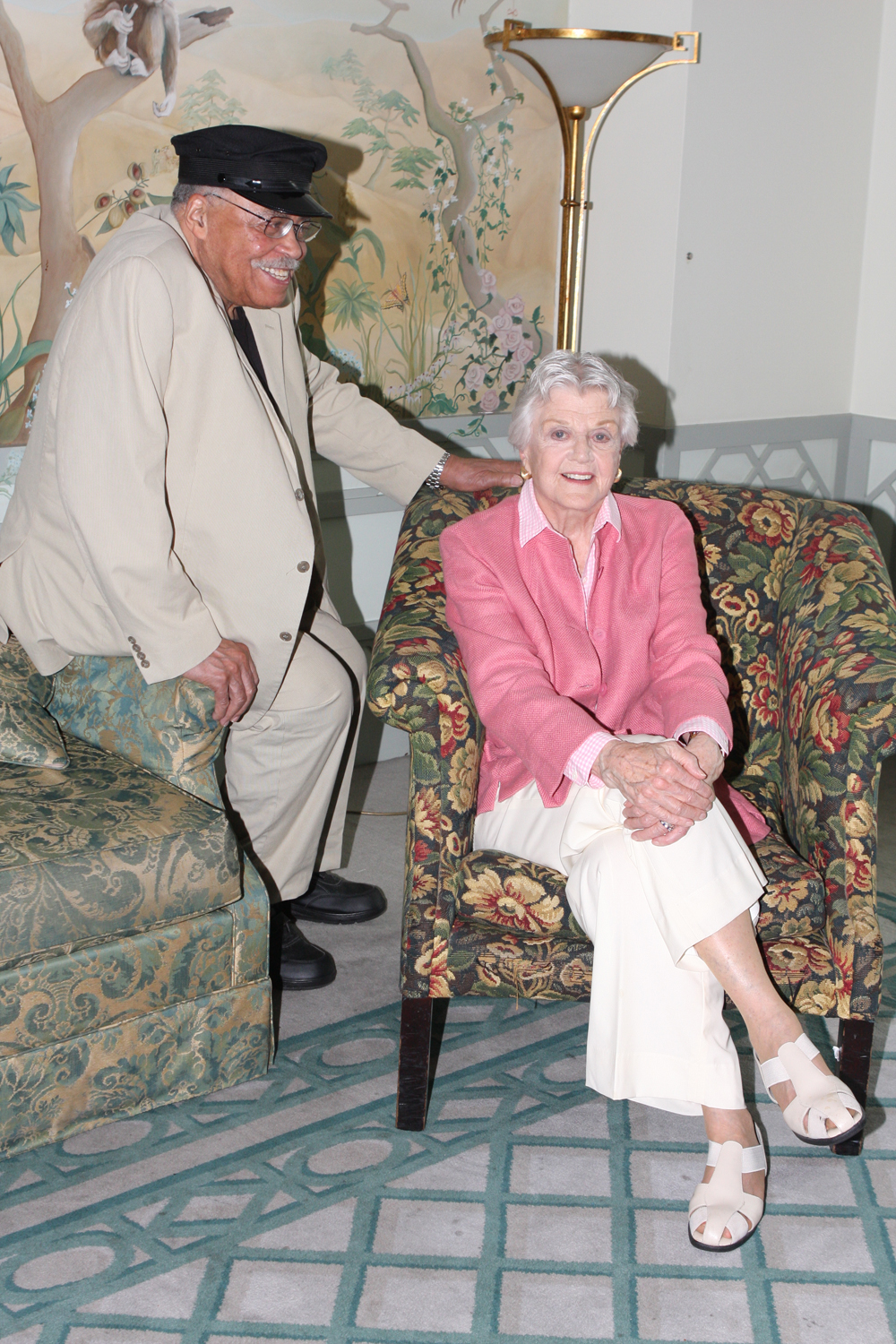
James Earl Jones insieme ad Angela Lansbury nel 2013 interpretano il revival di A spasso con Daisy

Nel 1949 si diplomò alla Dickson Rural Agricultural School e successivamente si iscrisse alla facoltà di medicina presso l'Università del Michigan e, nel corso dei suoi studi, si unì ai corpi d'addestramento per ufficiali riservisti, eccellendo e trovandosi a proprio agio in un ambiente militare. Capì di non voler diventare un medico e lasciò l'università senza conseguire la laurea. Tornò a casa e trovò un lavoro part-time presso il Ramsdell Theatre di Manistee, dove aveva recitato in precedenza.
Nel 1953 divenne sottotenente e frequentò il corso di base per ufficiali di fanteria a Fort Benning. Quindi completò l'addestramento come Ranger (fanteria d'élite). Successivamente il suo battaglione prese parte ad un addestramento in climi rigidi sulle Montagne Rocciose. Divenuto tenente, decise tuttavia di voler tentare di seguire le orme del padre ed abbandonò la carriera militare trasferendosi a New York per studiare all'American Theatre Wing. Tornò inoltre all'Università del Michigan dove nel 1955 conseguì la laurea alla School of Music, Theatre & Dance. Durante il servizio militare, si convertì al cattolicesimo.
Come attore raggiunse la notorietà internazionale interpretando il ruolo dello scrittore Alex Haley nella serie televisiva Radici - Le nuove generazioni, seguito di Radici. Interpretò per il grande schermo il ruolo di Thulsa Doom in Conan il barbaro, il re di Zamunda ne Il principe cerca moglie e Terence Mann ne L'uomo dei sogni. Nel 1997 nel film per la TV La seconda guerra civile americana interpretò Jim Kalla. Per la sua voce caratterizzata da un tono basso, profondo e autoritario, fu scelto per doppiare il personaggio di Dart Fener nell'edizione originale della saga di Guerre stellari. Doppiò inoltre l'Imperatore della Notte nel film di animazione I sogni di Pinocchio e Mufasa, nei lungometraggi della serie Il re leone. Sua anche la voce dietro l'annuncio This Is CNN.
Fu candidato a dieci Premi Emmy, vincendone tre, a cinque Golden Globe vincendone uno, e a un Premio Oscar come miglior attore protagonista per il film Per salire più in basso, e nel 2012 ricevette l'Oscar alla carriera. Interpretò anche molti ruoli teatrali che gli valsero due vittorie su quattro candidature ai Tony Award, nella categoria riservata al miglior attore protagonista in un'opera teatrale. Nel 2022 il Cort Theatre, un teatro di Broadway, è stato ribattezzato James Earl Jones Theatre in suo onore.
È morto nella sua casa di Pawling il 9 settembre 2024, all'età di 93 anni.

## Vita privata
Nel 1968 sposò l'attrice e cantante Julienne Marie, da cui divorziò nel 1972. Nel 1982 sposò l'attrice Cecilia Hart, deceduta nel 2016, da cui ebbe un figlio, Flynn.

## Filmografia

### Cinema
- Il dottor Stranamore - Ovvero: come ho imparato a non preoccuparmi e ad amare la bomba (Dr. Strangelove or: How I Learned to Stop Worrying and Love the Bomb), regia di Stanley Kubrick (1964)
- I commedianti (The Comedians), regia di Peter Glenville (1967)
- End of the Road, regia di Aram Avakian (1970)
- Per salire più in basso (The Great White Hope), regia di Martin Ritt (1970)
- The Man, regia di Joseph Sargent (1972)
- Claudine, regia di John Berry (1974)
- Carrel agente pericoloso (Deadly Hero), regia di Ivan Nagy (1976)
- The River Niger, regia di Krishna Shah (1976)
- The Bingo Long Traveling All-Stars & Motor Kings, regia di John Badham (1976)
- Il corsaro della Giamaica (Swashbuckler), regia di James Goldstone (1976)
- Io sono il più grande (The Greatest), regia di Tom Gries (1977)
- L'esorcista II - L'eretico (The Exorcist II - The Eretic), regia di John Boorman (1977)
- Io, Beau Geste e la legione straniera (The Last Remake of Beau Geste), regia di Marty Feldman (1977)
- A Piece of the Action, regia di Sidney Poitier (1977)
- Bushido - La spada del sole (The Bushido Blade), regia di Tom Kotani (1981)[14][15]
- Conan il barbaro (Conan The Barbarian), regia di John Milius (1982)
- Blood Tide, regia di Richard Jefferies (1982)
- I cavalieri del futuro (City Limits), regia di Aaron Lipstadt (1984)
- My Little Girl, regia di Connie Kaiserman (1986)
- Soul Man, regia di Steve Miner (1986)
- Gli avventurieri della città perduta (Allan Quatermain and the Lost City of Gold), regia di Gary Nelson (1986)
- Giardini di pietra (Gardens Of Stone), regia di Francis Ford Coppola (1987)
- Matewan, regia di John Sayles (1987)
- Il principe cerca moglie (Coming to America), regia di John Landis (1988)
- In fuga per tre (Three Fugitives), regia di Francis Veber (1989)
- L'uomo dei sogni (Field of Dreams), regia di Phil Alden Robinson (1989)
- I migliori (Best Of The Best), regia di Bob Radler (1989)
- Caccia a Ottobre Rosso (The Hunt for Red October), regia di John McTiernan (1990)
- L'ambulanza (The Ambulance), regia di Larry Cohen (1990)
- Grim Prairie Tales: Hit the Trail... to Terror, regia di Wayne Coe (1990)
- A letto in tre (Scorchers), regia di David Beaird (1991)
- Cambio d'identità (True Identity), regia di Charles Lane (1991)
- Forzati (Convicts), regia di Peter Masterson (1991)
- Giochi di potere (Patriot Games), regia di Phillip Noyce (1992)
- I signori della truffa (Sneakers), regia di Phil Alden Robinson (1992)
- Ramayana: The Legend of Prince Rama, regia di Ram Mohan, Yugo Sako e Koichi Saski (1992)
- Sommersby, regia di Jon Amiel (1993)
- I ragazzi vincenti (The Sandlot), regia di David Mickey Evans (1993)
- Da solo contro tutti (Excessive Force), regia di Jon Hess (1993)
- The Meteor Man, regia di Robert Townsend (1993)
- Corsa per un sogno (Dreamrider), regia di Bill Brown e Steve Grass (1993)
- Una pallottola spuntata 33⅓ - L'insulto finale (Naked Gun 33⅓: The Final Insult), regia di Peter Segal (1994)
- Amnesia investigativa (Clean Slate), regia di Mick Jackson (1994)
- Sotto il segno del pericolo (Clear and Present Danger), regia di Phillip Noyce (1994)
- Jefferson in Paris, regia di James Ivory (1995)
- Terra amata - Cry, the Beloved Country (Cry, the Beloved Country), regia di Darrell J. Roodt (1995)
- Una questione di famiglia (A Family Thing), regia di Richard Pearce (1996)
- Good Luck - Buona fortuna (Good Luck), regia di Richard LaBrie (1996)
- Riccardo III - Un uomo, un re, regia di Al Pacino (1996)
- Istinti criminali (Gang Related), regia di Jim Kouf (1997)
- Parole dal cuore (What the Deaf Man Heard), regia di John Kent Harrison (1997)
- All'improvviso un angelo (Undercover Angel) , regia di Bryan Michael Stoller (1999)
- The Annihilation of Fish, regia di Charles Burnett (1999)
- On the Q.T., regia di Yale Strom (1999)
- Fantasia 2000, di registi vari (2000)
- Finder's Fee, regia di Jeff Probst (2001)
- A casa con i miei, regia di Malcolm D. Lee (2008)
- Non lasciarmi sola (Gimme Shelter), regia di Ron Krauss (2013)
- 90 minuti a New York (The Angriest Man in Brooklyn), regia di Phil Alden Robinson (2014)
- Warning Shot, regia di Dustin Fairbanks (2018)
- Il principe cerca figlio (Coming 2 America), regia di Craig Brewer (2021)

### Televisione
- La parola alla difesa (The Defenders) – serie TV (1962-1964)
- Assistente sociale (East Side/West Side) – serie TV, episodio 1x07 (1963)
- Sentieri (Guiding Light) – soap opera (1966)
- Così gira il mondo (As the World Turns) – soap opera (1966)
- Tarzan – serie TV, episodi 1x24-2x16 (1967-1968)
- Gesù di Nazareth, regia di Franco Zeffirelli – sceneggiato televisivo (1977)
- Radici - Le nuove generazioni (Roots: The Next Generations), regia Georg Stanford Brown – miniserie TV (1979)
- Paris – serie TV, 13 episodi (1979-1980)
- Autostop per il cielo (Highway to Heaven) – serie TV, episodio 3x16 (1987)
- L'ultima Africa (Ivory Hunters), regia di Joseph Sargent – film TV (1990)
- La legge di Bird (Gabriel's Fire) – serie TV, 22 episodi (1990-1991)
- Law & Order - I due volti della giustizia (Law & Order) – serie TV, episodio 4x04 (1993)
- Ai confini della realtà: i tesori perduti (Twilight Zone: Rod Serling's lost classics), regia di Robert Markowitz – film TV (1994)
- Più in alto di tutti (Rebound: The Legend of Earl "The Goat" Manigault), regia di Eriq La Salle – film TV (1996)
- La seconda guerra civile americana (The Second Civil War), regia di Joe Dante – film TV (1997)
- Un amico per sempre (Summer's End), regia di Helen Shaver – film TV (1999)
- La vera storia di Babbo Natale (Santa and Pete), regia di Duwayne Dunham – film TV (1999)
- Will & Grace – serie TV, episodio 6x04 (2003)
- Everwood – serie TV, 3 episodi (2003-2004)
- Il sogno di Helen (The Reading Room), regia di Georg Stanford Brown – film TV (2005)
- Due uomini e mezzo (Two and a Half Men) – serie TV, 1 episodio (2008)
- Dr. House - Medical Division (House, M.D.) – serie TV, episodio 6x04 (2009)
- The Big Bang Theory – serie TV, episodio 7x14 (2014)

## Doppiaggio
- Guerre stellari (Star Wars), regia di George Lucas (1977)
- The Star Wars Holiday Special, regia di Steve Binder – film TV (1978)
- L'Impero colpisce ancora (The Empire Strikes Back), regia di Irvin Kershner (1980) - non accreditato
- Il volo dei draghi (The Flight of Dragons), regia di Jules Bass e Arthur Rankin Jr. (1982)
- Il ritorno dello Jedi (Return of the Jedi), regia di Richard Marquand (1983)
- I sogni di Pinocchio (Pinocchio and the Emperor of the Night), regia di Hal Sutherland (1987)
- Terrorgram, regia di Stephen M. Kienzle (1990)
- Freddie The Frog, regia di Jon Acevski (1992)
- Il re leone (The Lion King), regia di Roger Allers e Rob Minkoff (1994)
- Dredd - La legge sono io (Judge Dredd), regia di Danny Cannon (1995) - non accreditato
- Casper - Un fantasmagorico inizio (Casper: A spirited beginning), regia di Sean McNamara (1997)
- I Simpson – serie TV, 3 episodi (1990-1998)
- I colori della vittoria (Primary Colors), regia di Mike Nichols (1998)
- Il re leone II - Il regno di Simba (The Lion King: Simba's pride), regia di Darrell Rooney (1998)
- Merlino – miniserie TV (1998)
- La vita secondo Jim – serie TV, 1 episodio (2004)
- Robots, regia di Chris Wedge e Carlos Saldanha (2005)
- Star Wars: Episodio III - La vendetta dei Sith (Star Wars: Episode III - Revenge of the Sith), regia di George Lucas (2005) - non accreditato
- Gli scaldapanchina (The Benchwarmers), regia di Dennis Dugan (2006)
- Cambia la tua vita con un click (Click), regia di Frank Coraci (2006) - non accreditato
- Scary Movie 4, regia di David Zucker (2006) - voce narrante
- Earth - La nostra Terra (Earth), regia di Alastair Fothergill e Mark Linfield (2007) - versione USA
- The Magic 7, regia di Roger Holzberg – film TV (2009)
- Jack and the Beanstalk, regia di Gary J. Tunnicliffe (2010)
- Quantum Quest: A Cassini Space Odyssey, regia di Harry 'Doc' Kloor (2010)
- Star Wars Rebels – serie TV, 23 episodi (2014-2015)
- The Lion Guard - Il ritorno del ruggito (The Lion Guard:Return of the Roar), regia di Howy Parkins – film TV (2015)
- Rogue One: A Star Wars Story (Rogue One), regia di Gareth Edwards (2016)
- Il re leone (The Lion King), regia di Jon Favreau (2019)
- Star Wars - L'ascesa di Skywalker, regia di J.J. Abrams (2019)
- Obi-Wan Kenobi – miniserie TV (2022)

## Teatro
- Sunrise at Campobello di Dore Schary, regia di Vincent J. Donehue. Cort Theatre di Broadway (1958)
- The Cool World, di Warren Miller regia di Robert Rossen. Eugene O'Neill Theatre di Broadway (1960)
- I negri, di Jean Genet regia di Gene Frankel. St. Mark Theatre dell'Off Broadway (1961)
- Riccardo II di William Shakespeare, regia di Gladys Vaugham. Turtle Pond dell'Off Broadway (1961)
- Clandestine on the Morning Line di Josh Greenfeld, regia di Allen Davis. Actors' Playhouse dell’Off Broadway (1961)
- The Apple, di Jack Gelber regia di Judith Malina. Living Theatre dell'Off Broadway (1961)
- Il mercante di Venezia di William Shakespeare, regia di Joseph Papp. Public Theater dell'Off Broadway (1962)
- Infidel Caesar testo e regia di Gene Wesson. Music Box Theatre di Broadway (1962)
- P.S. 193 di David Rafiel regia di Andre Gregory. Writers Stage Theatre dell'Off Broadway (1962)
- The Love Nest di Deric Washburn, regia di Michael Kahn. Writers Stage Theatre dell'Off Broadway (1963)
- Il racconto d'inverno di William Shakespeare, regia di Gladys Vaughan. Delacorte Theater dell'Off Broadway (1963)
- Next Time I'll Sing To You di James Saunders, regia di Peter Goe. Phoenix Theatre dell'Off Broadway (1963)
- The Blood Knot di Athol Fugard, regia di john Berry. Cricket Theatre dell'Off Broadway (1964)
- Otello di William Shakespeare, regia di Gladys Vaughan. Delacorte Theater e Martinique Theatre dell'Off Broadway (1964)
- Baal di Bertolt Brecht, regia di Gladys Vaughan (1965). Martinique Theater dell’Off Broadway (1965)
- Coriolano di William Shakespeare, regia di Gladys Vaughan. Delacorte Theater dell'Off Broadway (1965)
- Troilo e Cressida di William Shakespeare, regia di Joseph Papp. Delacorte Theater dell'Off Broadway (1965)
- La morte di Danton di Georg Büchner, regia di Herbet Blau. Vivian Beaumont Theatre di Broadway (1965)
- A Hand Is on the Gate di American Negroes, regia di Roscoe Lee Browne. Longacre Theatre di Broadway (1966)
- La grande speranza bianca di Howard Sackler, regia di Edwin Sherin. Arena Stage di Washington (1967), Alvin Theatre di Broadway (1968)
- Boesman and Lena di Athol Fugard, regia di John Berry. Circle in the Square Downtown dell'Off Broadway (1970)
- Les Blancs di Lorraine Hansberry, regia di John Berry. Longrace Theatre di Broadway (1970)
- Amleto di William Shakespeare, regia di Gerald Freedman. Delacorte Theater dell'Off Broaway (1972)
- Il giardino dei ciliegi di Anton Čechov, regia di Michael Schultz. Public Theater dell'Off Broadway (1972)
- Re Lear di William Shakespeare, regia di Edwin Sherin. Delacorte Theater dell'Off Broadway (1973)
- Arriva l'uomo del ghiaccio di Eugene O'Neill, regia di Theodore Mann. Circle in the Square Theatre di Broadway (1973)
- Uomini e topi da John Steinbeck, regia di Edwin Sherin. Brooks Atkinson Theatre di Broadway (1974)
- Paul Robeson di Phillip Hayes Dean, regia di Lloyd Richards. Lunt-Fontanne Theatre e Booth Theatre di Broadway (1978)
- A Lesson From Aloes testo e regia di Athol Fugard. Playhouse Theatre di Broadway (1980)
- Otello di William Shakespeare, regia di Peter Coe. Winter Garden Theatre di Broadway (1982)
- Master Harold... and the boys testo e regia di Athol Fugard. Lyceum Theatre di Broadway e tour statunitense (1983)
- Fences di August Wilson, regia di Llyod Richards. Yale Repertory Theatre di New Haven (1985), 46th Street Theatre di Broadway (1987)
- On Golden Pond di Ernest Thompson, regia di Leonard Foglia. Kennedy Center di Washington (2004), Cort Theatre di Broadway (2005)
- Thurgood di George Stevens Jr., regia di Leonard Foglia. Westport Country Playhouse di Westport (2006)
- La gatta sul tetto che scotta di Tennessee Williams, regia di Debbie Allen. Broadhurst Theatre di Broadway (2008), Novello Theatre di Londra (2009)
- A spasso con Daisy di Alfred Uhry, regia di David Esbjornson. John Golden Theatre di Broadway (2010), Wyndham's Theatre di Londra (2011)
- The Best Man di Gore Vidal, regia di Michael Wilson. Gerald Schoenfeld Theatre di Broadway (2012)
- Lettere d'amore di A.R. Gurney, regia di John Tillinger. Bucks County Playhouse di New Hope (2012)
- Molto rumore per nulla di William Shakespeare, regia di Mark Rylance. Old Vic di Londra (2013)
- You Can't Take It With You di Moss Hart e George S. Kaufman, regia di Scott Ellis. Longacre Theatre di Broadway (2014)
- Gin Game di D.L. Coburn, regia di Leonard Foglia. John Golden Theatre di Broadway (2015)
- God Bless You Mr. Rosewater libretto di Howard Ashman, colonna sonora di Alan Menken, regia di Michael Mayer. New York City Center di New York (2016)
- La notte dell'iguana di Tennessee Williams, regia di Michael Wilson. American Repertory Theatre di Cambridge (2017)

## Riconoscimenti
- Premio Oscar
  - 1971 - Candidatura come migliore attore protagonista per Per salire più in basso[16]
  - 2012 - Oscar alla carriera[17]
- Golden Globe
  - 1971 - Migliore attore debuttante per Per salire più in basso[18]
  - 1971 - Candidatura come miglior attore protagonista in un film drammatico per Per salire più in basso[18]
  - 1975 - Candidatura come migliore attore in un film commedia o musical per Claudine[19]
  - 1991 - Candidatura come migliore attore in un film tv o miniserie per La legge di Bird[20]
  - 1992 - Candidatura come migliore attore in una serie televisiva per Pros & Cons[21]
- Tony Award
  - 1969 - Miglior attore protagonista in un'opera teatrale per La grande speranza bianca[22]
  - 1987 - Miglior attore protagonista in un'opera teatrale per Fences[23]
  - 2005 - Candidatura come miglior attore protagonista in un'opera teatrale per On Golden Pond[24]
  - 2012 - Candidatura come miglior attore protagonista in un'opera teatrale per The Best Man[25]
  - 2017 - Special Tony Award[26]
- Primetime Emmy Awards
  - 1991 - Migliore attore protagonista in una serie drammatica per La legge di Bird[27]

## Doppiatori italiani
Nelle versioni in italiano delle opere in cui ha recitato, James Earl Jones è stato doppiato da:
- Renato Mori in Giardini di pietra, L'uomo dei sogni, Caccia a Ottobre Rosso, L'ultima Africa, Giochi di potere, I signori della truffa, Frasier, Homicide, Amnesia investigativa (ridoppiaggio), Sotto il segno del pericolo, Una questione di famiglia, Good Luck - Buona fortuna, Stargate SG-1, A casa con i miei
- Bruno Alessandro in In fuga per tre, I ragazzi vincenti, Jefferson in Paris, The Big Bang Theory, Agent X, Il principe cerca figlio
- Glauco Onorato in Per salire più in basso, L'esorcista II - L'eretico, Gesù di Nazareth, Più in alto di tutti, Fantasia 2000
- Vittorio Di Prima in Radici - Le nuove generazioni, Soul Man, Everwood, Il sogno di Helen
- Carlo Marini in Timepiece, Alone, Parole dal cuore
- Mario Bardella ne Il principe cerca moglie, Sommersby
- Elio Zamuto ne I migliori, Law & Order - I due volti della giustizia
- Michele Kalamera ne Il tocco di un angelo, Dr. House - Medical Division
- Diego Reggente in Istinti criminali, Will & Grace
- Renzo Stacchi ne Il dottor Kildare
- Sergio Fiorentini ne Il corsaro della Giamaica
- Alberto Lionello in Io sono il più grande
- Carlo Baccarini in Conan il barbaro
- Renato Montanari ne Gli avventurieri della città perduta
- Nando Gazzolo ne La legge di Bird
- Giancarlo Padoan in Cambio d'identità
- Leslie La Penna ne L'ambulanza
- Marcello Tusco in Da solo contro tutti
- Paolo Lombardi in The Meteor Man
- Gino La Monica in Una pallottola spuntata 33⅓ - L'insulto finale
- Gianni Musy in Amnesia investigativa
- Sergio Rossi in Terra amata - Cry, the Beloved Country
- Mauro Magliozzi in Riccardo III - Un uomo, un re
- Emilio Cappuccio in All'improvviso un angelo
- Franco Chillemi ne La seconda guerra civile americana
- Vittorio Congia ne La vera storia di Babbo Natale
- Germano Longo in Due uomini e mezzo
- Gianni Gaude ne Il ritorno dei ragazzi vincenti
- Gianni Giuliano in Non lasciarmi sola
- Massimo Milazzo in 90 minuti a New York
- Saverio Indrio in L'esorcista II - L'eretico (ridoppiaggio)

Da doppiatore è sostituito da:
- Massimo Foschi in Guerre stellari, L'Impero colpisce ancora[30], Il ritorno dello Jedi, Star Wars: Episodio III - La vendetta dei Sith, Rogue One: A Star Wars Story
- Alessandro Rossi in Dredd - La legge sono io, Cambia la tua vita con un click
- Luca Biagini in Star Wars Rebels, Star Wars: L'ascesa di Skywalker
- Luca Ward ne Il re leone (2019), Obi-Wan Kenobi
- Gabriele Carrara ne I sogni di Pinocchio
- Tonino Accolla ne I Simpson (ep. 2x03)
- Roberto Draghetti ne I Simpson (ep. 9x14)
- Michele Kalamera in Freddie The Frog
- Vittorio Gassman ne Il re leone[31] (1994)
- Leslie La Penna in Una famiglia del terzo tipo
- Riccardo Garrone in Casper - Un fantasmagorico inizio
- Giovanni Petrucci in Merlino
- Sandro Tuminelli ne Il re leone II - Il regno di Simba
- Enrico Bertorelli ne I nove cani di Babbo Natale
- Fabrizio Pucci ne La vita secondo Jim
- Omero Antonutti in Scary Movie 4
- Paolo Bonolis in Earth - La nostra Terra
- Renzo Stacchi in The Lion Guard - Il ritorno del ruggito